# Campsie, New South Wales
Campsie este o suburbie în Sydney, Australia.